# Ludwig Göransson
Ludwig Göransson (født 1. september 1984) er en svensk komponist, kendt for at have lavet musik til flere kendte film, blandt andet Creed. For hans arbejde på Black Panther, vandt han en Oscar for bedste musik.
Han har ofte arbejdet sammen med instruktøren Ryan Coogler, og musikeren Donald Glover.

## Diskografi

### Film og TV
- Jennifers Body (2009)
- Community (2009)
- 30 Minutes Or Less (2011)
- Top Five (2014)
- Creed (2015)
- True Memoirs of an International Assassin (2016)
- Black Panther (2018)
- Creed II (2018)
- Venom (2018)
- The Mandalorian (2019)
- Tenet (2020)

### Musikproducent
- This Is America
- Summertime Magic
- Feels Like Summer